# ودنیگیپورم
ودنیگیپورم (به انگلیسی: Vedanayagipuram) یک روستا در هند است که در Orathanadu Taluk واقع شده‌است.

## خصوصیات
ودنیگیپورم ۳۱۲ نفر جمعیت دارد.